# Tami Chynn
Tammar Anika Chin (Kingston, Jamaica; 14 de junio de 1984), más conocida como Tami Chynn, es una bailarina, compositora y cantante de R&B, pop, reggae fusion, dancehall, reggae.

## Biografía
Su padre, Richard Chin, es de ascendencia china y cheroqui y su madre, Christine Chin, es de ascendencia de origen inglés y negra. Sus padres estuvieron en un grupo musical llamado The Carnations y hermana menor, Tessanne Chin es también cantante, conocida por ser la ganadora de la quinta temporada del reality show estadounidense The Voice como parte del equipo de Adam Levine.
Tami creció en la Parroquia de Saint Andrew en Jamaica y asistió a la St. Peter and Paul Preparatory School. Después asistió a la Universidad Campion en Sain Andrew (Jamaica). A la edad de 14 años, se mudó a Leamington Spa en Reino Unido, donde pasó tres años estudiando en artes escénicas en 2001, a la edad de 17 años, regresó a Jamaica donde trabajó en su carrera musical y grabó su primer sencillo «Rock U».
Tami Chynn se casó con el artista de reggae/dancehall Wayne Marshall en 2009.
En el 2010, Tami colaboró con la diseñadora eslovaca residente en Jamaica, Lubica Kucerova para crear la colección Anuna Goddess. La colección debutó en 2010 Fashion Art Toronto: Alternative Arts Fashion Week. Más tarde ese mismo año, el dúo fue nominado a The Jamaica Observer Style Awards y ganó el Designer of The Year Award.

## Carrera musical

### 2005-2007: Comienzos y primer álbum
Antes de seguir con la música, se fue de gira con el artista jamaiqueno Shaggy como bailarina en el marco de su Caught Red Handed Tour. A comienzos del 2005 viajó a Los Ángeles, California, Estados Unidos para cantar a los directivos de Universal Motown Records y en mayo firmó con el sello discográfico, a la edad de 24 años, por un contrato de cuatro álbumes. Antes de publicar su álbum debut en Estados Unidos, apareció en diferentes grabaciones con artistas internacionales de Reggae tales como: Beenie Man, Lady Saw y Sean Paul, con este último, apareció en la canción «All on Me» desprendido del álbum The Trinity.
En marzo de 2006, fue nominada en la categoría "Best New Entertainment Award" en los International Reggae and World Music Awards, pero perdió con el artista de reggae Matisyahu. Seguido del lanzamiento de su álbum debut Out of Many...One con el cual realizó una gira por diferentes clubes de Estados Unidos.
Después, en el 2006, publicó su primer sencillo para Estados Unidos «Hyperventilating» el cual se convirtió en un éxito en internet en dicho verano pero no fue un éxito comercial. Durante ese verano publicó su primer álbum Out of Many... One pero tampoco impacto en Estados Unidos pero logró alcanzar la posición #41 en los charts de Oricon en Japón En 2007, su canción «Over and Over» apareció en el álbum compilatorio Biggest One Drop Anthems en 2007 (publicado el 8 de octubre de 2007 por el sello  Greensleeves Records) y Strictly The Best Vol. 38 (publicado el 20 de noviembre de 2007 a través del sello VP Records)

### 2008-presente: Nuevo contrato discográfico y Prima Donna
En 2008 Tami recibió la noticia por el cantante Akon quien la firmó en su sello Konvict Muzik y empezó la producción de su segundo álbum Prima Donna. La grabación del álbum empezaron en enero en los estudios de Akon en Atlanta con Akon y RedOne como productores ejecutivos del álbum. El primer sencillo del álbum «Frozen (canción de Tami Chynn)» a dúo con Akon, fue publicado en agosto de 2008. En marzo se fue de gira por Reino Unido e hizo una aparición en el show de BBC Radio 1Xtra Live, el 22 de marzo de 2008 con Akon e interpretó el tema «Frozen». Chynn estaba esperando un hijo ese mismo año con su esposo Wayne Marshall. La pareja se casó en 2009.
En septiembre de 2008, protagonizó un comercial de Pepsi junto a Verne Troyer, T-Pain y Shaggy y realizó un cover de Kung Fu Fighting para el comercial el cual es basado en Kung Fu. Durante octubre de 2008, fue telonera de New Kids on the Block en el marco de su gira New Kids on the Block Tour junto a Lady Gaga, Natasha Bedingfield y Colby O'Donis. También apareció en el vídeo de Akon «I'm So Paid». Después de cortar lazos con Universal Music, Prima Donna no ha sido publicado aún; sin embargo, Tami Chynn ha anunciado que está en proceso de grabación de un tercer álbum el cual será su segundo lanzamiento.
En 2011, la cantante, compositora y actriz estadounidense Jennifer Lopez regrabó el tema «Hypnotico», una canción escrita por Chynn para su no-publicado segundo álbum Prima Donna junto a Lady Gaga y RedOne para el séptimo álbum de Jennifer Love? publicado el 3 de mayo de 2011 en los Estados Unidos. Tami Chynn ahora planea publicar las canciones de Prima Donna a otros artistas para interpretar como sus propias canciones.

## Discografía
| Álbumes de estudio - 2006: Out of Many...One | Sencillos - 2001: «Rock U» - 2004: «Hyperventilating» (Stepz Medly) - 2004: «Ice Breaker Medley (Gimme Good)» - 2004: «Why» - 2004: «Tell Mi Seh» - 2006: «Hyperventilating» - 2006: «Over and Over Again» - 2008: «Frozen» (con Akon) - 2010: «Certified Diva» (con Tifa) - 2010: «Nevah Know (Wicked Inna Bed)» - 2011: «Long Time» | Como artista invitada - «Don't You Go» (de Elan) - «All On Me» (de Sean Paul) - «Ice Breaker Riddim Medley» - «Hot Part 2» - «Arguin» (de Wayne Marshall) - «Why» (de Wayne Marshall) - «Take Me Back» Remix (de Tinchy Stryder) - «Can You Feel Me» (de Michael Bolton) - «Sycamore Tree» (de Sean Paul) |